# Championship League 2023
Die BetVictor Championship League 2023 war das erste Turnier der Snooker-Saison 2023/24 der World Snooker Tour. Es wurde in drei Gruppenrunden verteilt auf fünf Wochen vom 26. Juni bis 21. Juli ausgetragen. Zum dritten Mal fand das Turnier in der Morningside Arena von Leicester statt.
Vorjahressieger der Championship League als Weltranglistenturnier war der Belgier Luca Brecel, der aber wenige Wochen nach Gewinn des Weltmeistertitels auf eine Teilnahme verzichtete. Shaun Murphy und Mark Williams setzten sich dreimal in ihren jeweiligen Gruppen durch und bestritten das Finale. Murphy gewann das Endspiel mit 3:0 und holte damit den 12. Ranglistentitel in seiner Karriere und seinen dritten Titel innerhalb von 6 Monaten.

## Hintergrund und Modus
Wie in den Vorjahren wurde sowohl eine Championship League als Weltranglistenturnier zum Saisonauftakt als auch später um den Jahreswechsel herum ein Einladungsturnier nach traditionellem Format in den Turnierkalender aufgenommen.
Dieses Turnier war ein dreistufiges Rundenturnier mit einem abschließenden Finalmatch. Die 128 Teilnehmer wurden nach ihrer Weltranglistenplatzierung in Vierergruppen aufgeteilt, je ein Spieler aus den Top 32, einer von Platz 33 bis 64 usw. Jede Gruppe spielt im Modus Jeder gegen jeden einen Sieger aus. Die 32 Sieger wurden danach wieder in acht Vierergruppen aufgeteilt, die im selben Modus acht Sieger ermittelten. Am Finaltag gab es noch einmal zwei Vierergruppen, deren Sieger in einem abschließenden Finalmatch um den Turniersieg spielten.

### Preisgeld
Das Preisgeld richtete sich ausschließlich nach der erreichten Platzierung, Zusatzprämien für gewonnene Frames wie im traditionellen Format der Championship League gab es nicht. Die Prämien waren dieselben wie in den Jahren zuvor. Insgesamt wurden 328.000 £ ausgeschüttet.
| Auftaktrunde  | Preisgeld |
| ------------- | --------- |
| Gruppensieger | 3.000 £   |
| Platz 2       | 2.000 £   |
| Platz 3       | 1.000 £   |

| Zwischenrunde | Preisgeld |
| ------------- | --------- |
| Gruppensieger | 4.000 £   |
| Platz 2       | 3.000 £   |
| Platz 3       | 2.000 £   |
| Platz 4       | 1.000 £   |

| Finalgruppe | Preisgeld |
| ----------- | --------- |
| Platz 1     | 6.000 £   |
| Platz 2     | 4.000 £   |
| Platz 3     | 2.000 £   |
| Platz 4     | 1.000 £   |

| Endspiel              | Preisgeld |
| --------------------- | --------- |
| Turniersieger         | 20.000 £  |
| Unterlegener Finalist | 10.000 £  |

## Turnier

### Auftaktrunde
Die Auftaktrunde wurde in 32 Gruppen zu je 4 Spielern ausgetragen. Sie fand verteilt auf 3 Termine vom 26. Juni bis 14. Juli statt. Je 2 Gruppen wurden pro Tag parallel ausgetragen. Einige Topspieler hatten nicht für das Turnier gemeldet, darunter die beiden Finalisten der letzten Weltmeisterschaft Luca Brecel und Mark Selby. Der Weltranglistenerste Ronnie O’Sullivan sagte nachträglich ab.
Alle Gruppenspiele wurden im modifizierten Best-of-4-Modus ausgetragen, wobei beim Stand von 2:2 kein Entscheidungsframe gespielt, sondern das Ergebnis als Unentschieden gewertet wurde.
Gruppe 1
Die Spiele der ersten Gruppe fanden am 10. Juli statt. Während Scott Donaldson als bestplatzierter Spieler enttäuschte, schaffte Michael Holt den Überraschungssieg in der Gruppe. Das 3:0 über den größten Konkurrenten Alfie Burden gab den Ausschlag. Holt war seit einem Jahr nicht mehr auf der Profitour und einer von zwei Amateuren, die die Zwischenrunde erreichten.
| Pos. | Spieler         | Partien | Partien | Partien | Frames | Frames | Frames | Höchstes Break | Punkte |
| Pos. | Spieler         | G       | U       | V       | G      | V      | ±      | Höchstes Break | Punkte |
| ---- | --------------- | ------- | ------- | ------- | ------ | ------ | ------ | -------------- | ------ |
| 1    | Michael Holt 1  | 2       | 0       | 1       | 7      | 4      | +3     | 134            | 6      |
| 2    | Alfie Burden    | 2       | 0       | 1       | 6      | 4      | +2     | 83             | 6      |
| 3    | Rod Lawler      | 1       | 1       | 1       | 5      | 6      | −1     | 69             | 4      |
| 4    | Scott Donaldson | 0       | 1       | 2       | 4      | 8      | −4     | 58             | 1      |

Einzelergebnisse
| Spiel | Spieler 1       | Ergebnis | Spieler 2    |
| ----- | --------------- | -------- | ------------ |
| 1     | Scott Donaldson | 31:31    | Michael Holt |
| 2     | Rod Lawler      | 30:30    | Alfie Burden |
| 3     | Scott Donaldson | 31:31    | Alfie Burden |
| 4     | Rod Lawler      | 13:13    | Michael Holt |
| 5     | Alfie Burden    | 30:30    | Michael Holt |
| 6     | Scott Donaldson | 2:2      | Rod Lawler   |

Gruppe 2
Die Spiele der zweiten Gruppe fanden am 11. Juli statt. Turnierfavorit Judd Trump erreichte zwar nur ein Unentschieden gegen den stärksten Konkurrenten Xu Si, er tat damit aber alles Notwendige, um sicher die Zwischenrunde zu erreichen.
| Pos. | Spieler      | Partien | Partien | Partien | Frames | Frames | Frames | Höchstes Break | Punkte |
| Pos. | Spieler      | G       | U       | V       | G      | V      | ±      | Höchstes Break | Punkte |
| ---- | ------------ | ------- | ------- | ------- | ------ | ------ | ------ | -------------- | ------ |
| 1    | Judd Trump   | 2       | 1       | 0       | 8      | 2      | +6     | 120            | 7      |
| 2    | Xu Si        | 1       | 2       | 0       | 7      | 4      | +3     | 73             | 5      |
| 3    | Reanne Evans | 1       | 1       | 1       | 5      | 6      | −1     | 47             | 4      |
| 4    | Jimmy White  | 0       | 0       | 3       | 1      | 9      | −8     | 34             | 0      |

Einzelergebnisse
| Spiel | Spieler 1   | Ergebnis | Spieler 2    |
| ----- | ----------- | -------- | ------------ |
| 1     | Judd Trump  | 03:03    | Reanne Evans |
| 2     | Xu Si       | 03:03    | Jimmy White  |
| 3     | Judd Trump  | 03:03    | Jimmy White  |
| 4     | Xu Si       | 2:2      | Reanne Evans |
| 5     | Jimmy White | 31:31    | Reanne Evans |
| 6     | Judd Trump  | 2:2      | Xu Si        |

Gruppe 3
Die Spiele der dritten Gruppe fanden am 26. Juni statt. Nachdem die beiden topgesetzten Spieler abgesagt hatten, kamen vier Außenseiter zum Zug. Der junge Engländer Sean McAllister, als Amateur bislang international noch nicht groß in Erscheinung getreten, blieb überraschend ungeschlagen. Ein verlorener Frame zu viel verhinderte sein Weiterkommen und Tourrückkehrer Ashley Carty holte sich dank eines 3:0 im letzten Spiel den Gruppensieg.
| Pos. | Spieler            | Partien | Partien | Partien | Frames | Frames | Frames | Höchstes Break | Punkte |
| Pos. | Spieler            | G       | U       | V       | G      | V      | ±      | Höchstes Break | Punkte |
| ---- | ------------------ | ------- | ------- | ------- | ------ | ------ | ------ | -------------- | ------ |
| 1    | Ashley Carty       | 1       | 2       | 0       | 7      | 4      | +3     | 96             | 5      |
| 2    | Sean McAllister 3b | 1       | 2       | 0       | 7      | 5      | +2     | 140            | 5      |
| 3    | Craig Steadman 3a  | 0       | 3       | 0       | 6      | 6      | ±0     | 111            | 3      |
| 4    | Adam Duffy         | 0       | 1       | 2       | 3      | 8      | −5     | 116            | 1      |

Einzelergebnisse
| Spiel | Spieler 1       | Ergebnis | Spieler 2       |
| ----- | --------------- | -------- | --------------- |
| 1     | Craig Steadman  | 2:2      | Ashley Carty    |
| 2     | Sean McAllister | 13:13    | Adam Duffy      |
| 3     | Craig Steadman  | 2:2      | Adam Duffy      |
| 4     | Sean McAllister | 2:2      | Ashley Carty    |
| 5     | Adam Duffy      | 30:30    | Ashley Carty    |
| 6     | Craig Steadman  | 2:2      | Sean McAllister |

Gruppe 4
Die Spiele der vierten Gruppe fanden am 12. Juli statt. In einer Gruppe ohne Überraschungen setzte sich mit Shaun Murphy einer der Turnierfavoriten souverän durch.
| Pos. | Spieler        | Partien | Partien | Partien | Frames | Frames | Frames | Höchstes Break | Punkte |
| Pos. | Spieler        | G       | U       | V       | G      | V      | ±      | Höchstes Break | Punkte |
| ---- | -------------- | ------- | ------- | ------- | ------ | ------ | ------ | -------------- | ------ |
| 1    | Shaun Murphy   | 3       | 0       | 0       | 9      | 2      | +7     | 110            | 9      |
| 2    | Tian Pengfei   | 2       | 0       | 1       | 7      | 5      | +2     | 90             | 6      |
| 3    | Lukas Kleckers | 1       | 0       | 2       | 5      | 6      | −1     | 116            | 3      |
| 4    | Andrew Pagett  | 0       | 0       | 3       | 1      | 9      | −8     | 57             | 0      |

Einzelergebnisse
| Spiel | Spieler 1      | Ergebnis | Spieler 2      |
| ----- | -------------- | -------- | -------------- |
| 1     | Shaun Murphy   | 03:03    | Andrew Pagett  |
| 2     | Tian Pengfei   | 13:13    | Lukas Kleckers |
| 3     | Shaun Murphy   | 13:13    | Lukas Kleckers |
| 4     | Tian Pengfei   | 13:13    | Andrew Pagett  |
| 5     | Lukas Kleckers | 03:03    | Andrew Pagett  |
| 6     | Shaun Murphy   | 13:13    | Tian Pengfei   |

Gruppe 5
Die Spiele der fünften Gruppe fanden am 29. Juni statt. Der Weltranglistenachte Kyren Wilson hatte keine Probleme sich durchzusetzen und gab nur im bedeutungslosen letzten Spiel einen einzigen Frame ab.
| Pos. | Spieler           | Partien | Partien | Partien | Frames | Frames | Frames | Höchstes Break | Punkte |
| Pos. | Spieler           | G       | U       | V       | G      | V      | ±      | Höchstes Break | Punkte |
| ---- | ----------------- | ------- | ------- | ------- | ------ | ------ | ------ | -------------- | ------ |
| 1    | Kyren Wilson      | 3       | 0       | 0       | 9      | 1      | +8     | 134            | 9      |
| 2    | Louis Heathcote   | 2       | 0       | 1       | 6      | 4      | +2     | 83             | 6      |
| 3    | Andy Hicks        | 1       | 0       | 2       | 5      | 7      | −2     | 76             | 3      |
| 4    | Josh Mulholland 5 | 0       | 0       | 3       | 1      | 9      | −8     | 39             | 0      |

Einzelergebnisse
| Spiel | Spieler 1       | Ergebnis | Spieler 2       |
| ----- | --------------- | -------- | --------------- |
| 1     | Kyren Wilson    | 03:03    | Louis Heathcote |
| 2     | Andy Hicks      | 13:13    | Josh Mulholland |
| 3     | Kyren Wilson    | 03:03    | Josh Mulholland |
| 4     | Andy Hicks      | 31:31    | Louis Heathcote |
| 5     | Josh Mulholland | 30:30    | Louis Heathcote |
| 6     | Kyren Wilson    | 13:13    | Andy Hicks      |

Gruppe 6
Die Spiele der sechsten Gruppe fanden am 30. Juni statt. Es gab den erwarteten Zieleinlauf mit dem Weltranglistenzehnten Mark Williams als Sieger, der nur einen Frame in drei Partien abgab.
| Pos. | Spieler          | Partien | Partien | Partien | Frames | Frames | Frames | Höchstes Break | Punkte |
| Pos. | Spieler          | G       | U       | V       | G      | V      | ±      | Höchstes Break | Punkte |
| ---- | ---------------- | ------- | ------- | ------- | ------ | ------ | ------ | -------------- | ------ |
| 1    | Mark Williams    | 3       | 0       | 0       | 9      | 1      | +8     | 121            | 9      |
| 2    | Dylan Emery      | 2       | 0       | 1       | 6      | 4      | +2     | 108            | 6      |
| 3    | Ken Doherty      | 1       | 0       | 2       | 4      | 6      | −2     | 105            | 3      |
| 4    | Daniel Holoyda 6 | 0       | 0       | 3       | 1      | 9      | −8     | 55             | 0      |

Einzelergebnisse
| Spiel | Spieler 1     | Ergebnis | Spieler 2      |
| ----- | ------------- | -------- | -------------- |
| 1     | Mark Williams | 03:03    | Daniel Holoyda |
| 2     | Dylan Emery   | 03:03    | Ken Doherty    |
| 3     | Mark Williams | 13:13    | Ken Doherty    |
| 4     | Dylan Emery   | 13:13    | Daniel Holoyda |
| 5     | Ken Doherty   | 03:03    | Daniel Holoyda |
| 6     | Mark Williams | 03:03    | Dylan Emery    |

Gruppe 7
Die Spiele der siebten Gruppe fanden am 6. Juli statt. Der Weltranglisten-12. Ali Carter blieb sieglos und verlor gegen Tourneuling Zehuang Long. Der Chinese nutzte die Chance und schaffte als einer von zwei Neuprofis ungeschlagen den Einzug in die Zwischenrunde.
| Pos. | Spieler      | Partien | Partien | Partien | Frames | Frames | Frames | Höchstes Break | Punkte |
| Pos. | Spieler      | G       | U       | V       | G      | V      | ±      | Höchstes Break | Punkte |
| ---- | ------------ | ------- | ------- | ------- | ------ | ------ | ------ | -------------- | ------ |
| 1    | Zehuang Long | 2       | 1       | 0       | 8      | 3      | +5     | 94             | 7      |
| 2    | Jackson Page | 1       | 2       | 0       | 7      | 5      | +2     | 117            | 5      |
| 3    | Ali Carter   | 0       | 2       | 1       | 5      | 7      | −2     | 86             | 2      |
| 4    | Ryan Davies  | 0       | 1       | 2       | 3      | 8      | −5     | 95             | 1      |

Einzelergebnisse
| Spiel | Spieler 1    | Ergebnis | Spieler 2    |
| ----- | ------------ | -------- | ------------ |
| 1     | Ali Carter   | 2:2      | Ryan Davies  |
| 2     | Jackson Page | 2:2      | Zehuang Long |
| 3     | Ali Carter   | 31:31    | Zehuang Long |
| 4     | Jackson Page | 13:13    | Ryan Davies  |
| 5     | Zehuang Long | 03:03    | Ryan Davies  |
| 6     | Ali Carter   | 2:2      | Jackson Page |

Gruppe 8
Die Spiele der achten Gruppe fanden am 7. Juli statt. Robert Milkins, Nummer 13 in der Weltrangliste, hatte sich mit einem Unentschieden in Spiel 2 eine Blöße gegeben, doch im Entscheidungsspiel gegen Dominic Dale setzte er sich souverän mit 3:0 durch und gewann so die Gruppe.
| Pos. | Spieler        | Partien | Partien | Partien | Frames | Frames | Frames | Höchstes Break | Punkte |
| Pos. | Spieler        | G       | U       | V       | G      | V      | ±      | Höchstes Break | Punkte |
| ---- | -------------- | ------- | ------- | ------- | ------ | ------ | ------ | -------------- | ------ |
| 1    | Robert Milkins | 2       | 1       | 0       | 8      | 2      | +6     | 53             | 7      |
| 2    | Dominic Dale   | 2       | 0       | 1       | 6      | 5      | +1     | 64             | 6      |
| 3    | Muhammad Asif  | 1       | 1       | 1       | 6      | 6      | ±0     | 116            | 4      |
| 4    | Alex Taubman   | 0       | 0       | 3       | 2      | 9      | −7     | 41             | 0      |

Einzelergebnisse
| Spiel | Spieler 1      | Ergebnis | Spieler 2     |
| ----- | -------------- | -------- | ------------- |
| 1     | Robert Milkins | 03:03    | Alex Taubman  |
| 2     | Dominic Dale   | 13:13    | Muhammad Asif |
| 3     | Robert Milkins | 2:2      | Muhammad Asif |
| 4     | Dominic Dale   | 13:13    | Alex Taubman  |
| 5     | Muhammad Asif  | 13:13    | Alex Taubman  |
| 6     | Robert Milkins | 03:03    | Dominic Dale  |

Gruppe 9
Die Spiele der neunten Gruppe fanden am 14. Juli statt. Die Nummer 15 der Weltrangliste Gary Wilson erwischte einen ganz schlechten Tag und musste sich ohne einen Sieg hinten einordnen. John Astley nutzte die Chance und zog an seiner Stelle mit 2 Siegen in die Zwischenrunde ein.
| Pos. | Spieler                | Partien | Partien | Partien | Frames | Frames | Frames | Höchstes Break | Punkte |
| Pos. | Spieler                | G       | U       | V       | G      | V      | ±      | Höchstes Break | Punkte |
| ---- | ---------------------- | ------- | ------- | ------- | ------ | ------ | ------ | -------------- | ------ |
| 1    | John Astley            | 2       | 1       | 0       | 8      | 4      | +4     | 128            | 7      |
| 2    | Hai Long Ma            | 0       | 3       | 0       | 6      | 6      | ±0     | 140            | 3      |
| 3    | Gary Wilson            | 0       | 2       | 1       | 5      | 7      | −2     | 131            | 2      |
| 4    | Nutcharut Wongharuthai | 0       | 2       | 1       | 5      | 7      | −2     | 80             | 2      |

Einzelergebnisse
| Spiel | Spieler 1              | Ergebnis | Spieler 2              |
| ----- | ---------------------- | -------- | ---------------------- |
| 1     | Gary Wilson            | 2:2      | Hai Long Ma            |
| 2     | John Astley            | 13:13    | Nutcharut Wongharuthai |
| 3     | Gary Wilson            | 2:2      | Nutcharut Wongharuthai |
| 4     | John Astley            | 2:2      | Hai Long Ma            |
| 5     | Nutcharut Wongharuthai | 2:2      | Hai Long Ma            |
| 6     | Gary Wilson            | 31:31    | John Astley            |

Gruppe 10
Die Spiele der zehnten Gruppe fanden am 28. Juni statt. Während der Weltranglisten-16. Ryan Day schon zu Beginn Schwächen zeigte, agierte Michael White souverän und zog mit drei Siegen in die Zwischenrunde ein.
| Pos. | Spieler       | Partien | Partien | Partien | Frames | Frames | Frames | Höchstes Break | Punkte |
| Pos. | Spieler       | G       | U       | V       | G      | V      | ±      | Höchstes Break | Punkte |
| ---- | ------------- | ------- | ------- | ------- | ------ | ------ | ------ | -------------- | ------ |
| 1    | Michael White | 3       | 0       | 0       | 9      | 3      | +6     | 124            | 9      |
| 2    | Ryan Day      | 1       | 1       | 1       | 6      | 5      | +1     | 96             | 4      |
| 3    | Jiang Jun     | 1       | 1       | 1       | 6      | 5      | +1     | 79             | 4      |
| 4    | Himanshu Jain | 0       | 0       | 3       | 1      | 9      | −8     | 37             | 0      |

Einzelergebnisse
| Spiel | Spieler 1     | Ergebnis | Spieler 2     |
| ----- | ------------- | -------- | ------------- |
| 1     | Ryan Day      | 2:2      | Jiang Jun     |
| 2     | Michael White | 13:13    | Himanshu Jain |
| 3     | Ryan Day      | 03:03    | Himanshu Jain |
| 4     | Michael White | 13:13    | Jiang Jun     |
| 5     | Himanshu Jain | 30:30    | Jiang Jun     |
| 6     | Ryan Day      | 31:31    | Michael White |

Gruppe 11
Die Spiele der 11. Gruppe fanden am 27. Juni statt. Der große Favorit Hossein Vafaei patzte gleich zum Auftakt gegen den Amateur Fergal Quinn und vergab damit bereits seine Chance. Martin O’Donnell rang ihm noch ein Unentschieden ab und schaffte damit vor ihm den Einzug in die Zwischenrunde.
| Pos. | Spieler          | Partien | Partien | Partien | Frames | Frames | Frames | Höchstes Break | Punkte |
| Pos. | Spieler          | G       | U       | V       | G      | V      | ±      | Höchstes Break | Punkte |
| ---- | ---------------- | ------- | ------- | ------- | ------ | ------ | ------ | -------------- | ------ |
| 1    | Martin O’Donnell | 2       | 1       | 0       | 8      | 3      | +5     | 93             | 7      |
| 2    | Hossein Vafaei   | 1       | 1       | 1       | 6      | 6      | ±0     | 120            | 4      |
| 3    | Aaron Hill       | 1       | 0       | 2       | 4      | 6      | −2     | 78             | 3      |
| 4    | Fergal Quinn     | 1       | 0       | 2       | 4      | 7      | −3     | 72             | 3      |

Einzelergebnisse
| Spiel | Spieler 1        | Ergebnis | Spieler 2        |
| ----- | ---------------- | -------- | ---------------- |
| 1     | Hossein Vafaei   | 31:31    | Fergal Quinn     |
| 2     | Aaron Hill       | 30:30    | Martin O’Donnell |
| 3     | Hossein Vafaei   | 2:2      | Martin O’Donnell |
| 4     | Aaron Hill       | 03:03    | Fergal Quinn     |
| 5     | Martin O’Donnell | 13:13    | Fergal Quinn     |
| 6     | Hossein Vafaei   | 13:13    | Aaron Hill       |

Gruppe 12
Die Spiele der 12. Gruppe fanden am 12. Juli statt. Sanderson Lam konnte sich gegen die beiden besser platzierten Spieler behaupten, während diese sich gegenseitig Punkte wegnahmen. Damit hatte die Gruppe einen Außenseiter als Sieger.
| Pos. | Spieler       | Partien | Partien | Partien | Frames | Frames | Frames | Höchstes Break | Punkte |
| Pos. | Spieler       | G       | U       | V       | G      | V      | ±      | Höchstes Break | Punkte |
| ---- | ------------- | ------- | ------- | ------- | ------ | ------ | ------ | -------------- | ------ |
| 1    | Sanderson Lam | 2       | 1       | 0       | 8      | 4      | +4     | 97             | 7      |
| 2    | Barry Hawkins | 1       | 2       | 0       | 7      | 5      | +2     | 73             | 5      |
| 3    | Zhang Anda    | 1       | 1       | 1       | 6      | 6      | ±0     | 138            | 4      |
| 4    | Jamie O’Neill | 0       | 0       | 3       | 3      | 9      | −6     | 52             | 0      |

Einzelergebnisse
| Spiel | Spieler 1     | Ergebnis | Spieler 2     |
| ----- | ------------- | -------- | ------------- |
| 1     | Barry Hawkins | 13:13    | Jamie O’Neill |
| 2     | Zhang Anda    | 31:31    | Sanderson Lam |
| 3     | Barry Hawkins | 2:2      | Sanderson Lam |
| 4     | Zhang Anda    | 13:13    | Jamie O’Neill |
| 5     | Sanderson Lam | 13:13    | Jamie O’Neill |
| 6     | Barry Hawkins | 2:2      | Zhang Anda    |

Gruppe 13
Die Spiele der 13. Gruppe fanden am 13. Juli statt. Trotz eines verhaltenen Unentschiedens zum Auftakt gegen Tourneuling Ishpreet Singh Chadha setzte sich Favorit David Gilbert klar durch.
| Pos. | Spieler               | Partien | Partien | Partien | Frames | Frames | Frames | Höchstes Break | Punkte |
| Pos. | Spieler               | G       | U       | V       | G      | V      | ±      | Höchstes Break | Punkte |
| ---- | --------------------- | ------- | ------- | ------- | ------ | ------ | ------ | -------------- | ------ |
| 1    | David Gilbert         | 2       | 1       | 0       | 8      | 3      | +5     | 78             | 7      |
| 2    | Yuan Sijun            | 2       | 0       | 1       | 7      | 3      | +4     | 132            | 6      |
| 3    | Ishpreet Singh Chadha | 1       | 1       | 1       | 5      | 5      | ±0     | 94             | 4      |
| 4    | Sean O’Sullivan       | 0       | 0       | 3       | 0      | 9      | −9     | 29             | 0      |

Einzelergebnisse
| Spiel | Spieler 1       | Ergebnis | Spieler 2             |
| ----- | --------------- | -------- | --------------------- |
| 1     | David Gilbert   | 2:2      | Ishpreet Singh Chadha |
| 2     | Yuan Sijun      | 03:03    | Sean O’Sullivan       |
| 3     | David Gilbert   | 03:03    | Sean O’Sullivan       |
| 4     | Yuan Sijun      | 03:03    | Ishpreet Singh Chadha |
| 5     | Sean O’Sullivan | 30:30    | Ishpreet Singh Chadha |
| 6     | David Gilbert   | 13:13    | Yuan Sijun            |

Gruppe 14
Die Spiele der 14. Gruppe fanden am 14. Juli statt. Negative Überraschung war Favorit Ricky Walden, dem nicht ein Sieg gelang. Positiv überraschte dagegen Tourneuling Hongyu Liu, der alle drei Spiele gewann und als einer von zwei Neuprofis in die Zwischenrunde einzog.
| Pos. | Spieler      | Partien | Partien | Partien | Frames | Frames | Frames | Höchstes Break | Punkte |
| Pos. | Spieler      | G       | U       | V       | G      | V      | ±      | Höchstes Break | Punkte |
| ---- | ------------ | ------- | ------- | ------- | ------ | ------ | ------ | -------------- | ------ |
| 1    | Hongyu Liu   | 3       | 0       | 0       | 9      | 2      | +7     | 76             | 9      |
| 2    | David Lilley | 1       | 1       | 1       | 5      | 6      | −1     | 75             | 4      |
| 3    | Ricky Walden | 0       | 2       | 1       | 5      | 7      | −2     | 87             | 2      |
| 4    | Yisong Peng  | 0       | 1       | 2       | 4      | 8      | −4     | 111            | 1      |

Einzelergebnisse
| Spiel | Spieler 1    | Ergebnis | Spieler 2    |
| ----- | ------------ | -------- | ------------ |
| 1     | Ricky Walden | 31:31    | Hongyu Liu   |
| 2     | David Lilley | 13:13    | Yisong Peng  |
| 3     | Ricky Walden | 2:2      | Yisong Peng  |
| 4     | David Lilley | 30:30    | Hongyu Liu   |
| 5     | Yisong Peng  | 31:31    | Hongyu Liu   |
| 6     | Ricky Walden | 2:2      | David Lilley |

Gruppe 15
Die Spiele der 15. Gruppe fanden am 4. Juli statt. Matthew Stevens nutzte die Gelegenheit und kam trotz Abschlussniederlage weiter, weil Favorit Stuart Bingham schon vorher seine Chancen vergeben hatte.
| Pos. | Spieler         | Partien | Partien | Partien | Frames | Frames | Frames | Höchstes Break | Punkte |
| Pos. | Spieler         | G       | U       | V       | G      | V      | ±      | Höchstes Break | Punkte |
| ---- | --------------- | ------- | ------- | ------- | ------ | ------ | ------ | -------------- | ------ |
| 1    | Matthew Stevens | 2       | 0       | 1       | 7      | 4      | +3     | 57             | 6      |
| 2    | Allan Taylor    | 1       | 1       | 1       | 6      | 6      | ±0     | 129            | 4      |
| 3    | Stuart Bingham  | 1       | 1       | 1       | 6      | 6      | ±0     | 105            | 4      |
| 4    | Duane Jones     | 0       | 2       | 1       | 4      | 7      | −3     | 74             | 2      |

Einzelergebnisse
| Spiel | Spieler 1       | Ergebnis | Spieler 2       |
| ----- | --------------- | -------- | --------------- |
| 1     | Stuart Bingham  | 2:2      | Duane Jones     |
| 2     | Matthew Stevens | 13:13    | Allan Taylor    |
| 3     | Stuart Bingham  | 31:31    | Allan Taylor    |
| 4     | Matthew Stevens | 03:03    | Duane Jones     |
| 5     | Allan Taylor    | 2:2      | Duane Jones     |
| 6     | Stuart Bingham  | 13:13    | Matthew Stevens |

Gruppe 16
Die Spiele der 16. Gruppe fanden am 3. Juli statt. Die Auftaktniederlage gegen Peter Lines bedeutete für Favorit Jimmy Robertson bereits das Aus. Sein schärfster Konkurrent Ben Woollaston gab sich keine Blöße und mit einem Unentschieden im direkten Duell machte er den Einzug in die Zwischenrunde perfekt.
| Pos. | Spieler         | Partien | Partien | Partien | Frames | Frames | Frames | Höchstes Break | Punkte |
| Pos. | Spieler         | G       | U       | V       | G      | V      | ±      | Höchstes Break | Punkte |
| ---- | --------------- | ------- | ------- | ------- | ------ | ------ | ------ | -------------- | ------ |
| 1    | Ben Woollaston  | 2       | 1       | 0       | 8      | 2      | +6     | 96             | 7      |
| 2    | Jimmy Robertson | 1       | 1       | 1       | 6      | 6      | ±0     | 94             | 4      |
| 3    | Peter Lines     | 1       | 1       | 1       | 5      | 6      | −1     | 59             | 4      |
| 4    | Liam Graham     | 0       | 1       | 2       | 3      | 8      | −5     | 53             | 1      |

Einzelergebnisse
| Spiel | Spieler 1       | Ergebnis | Spieler 2      |
| ----- | --------------- | -------- | -------------- |
| 1     | Jimmy Robertson | 31:31    | Peter Lines    |
| 2     | Ben Woollaston  | 03:03    | Liam Graham    |
| 3     | Jimmy Robertson | 13:13    | Liam Graham    |
| 4     | Ben Woollaston  | 03:03    | Peter Lines    |
| 5     | Liam Graham     | 2:2      | Peter Lines    |
| 6     | Jimmy Robertson | 2:2      | Ben Woollaston |

Gruppe 17
Die Spiele der 17. Gruppe fanden am 5. Juli statt. Weil sich die anderen Spieler gegenseitig die Punkte wegnahmen, genügten dem Bestplatzierten Zhou Yuelong am Ende zwei Siege aus drei Partien zum Weiterkommen.
| Pos. | Spieler       | Partien | Partien | Partien | Frames | Frames | Frames | Höchstes Break | Punkte |
| Pos. | Spieler       | G       | U       | V       | G      | V      | ±      | Höchstes Break | Punkte |
| ---- | ------------- | ------- | ------- | ------- | ------ | ------ | ------ | -------------- | ------ |
| 1    | Zhou Yuelong  | 2       | 0       | 1       | 6      | 3      | +3     | 105            | 6      |
| 2    | Oliver Brown  | 1       | 1       | 1       | 6      | 5      | +1     | 49             | 4      |
| 3    | Chris Totten  | 1       | 1       | 1       | 5      | 6      | −1     | 65             | 4      |
| 4    | Ashley Hugill | 1       | 0       | 2       | 4      | 7      | −3     | 62             | 3      |

Einzelergebnisse
| Spiel | Spieler 1     | Ergebnis | Spieler 2     |
| ----- | ------------- | -------- | ------------- |
| 1     | Zhou Yuelong  | 03:03    | Chris Totten  |
| 2     | Ashley Hugill | 13:13    | Oliver Brown  |
| 3     | Zhou Yuelong  | 30:30    | Oliver Brown  |
| 4     | Ashley Hugill | 31:31    | Chris Totten  |
| 5     | Oliver Brown  | 2:2      | Chris Totten  |
| 6     | Zhou Yuelong  | 03:03    | Ashley Hugill |

Gruppe 18
Die Spiele der 18. Gruppe fanden am 11. Juli statt. Joe Perry startete zwar nur mit einem Unentschieden, aber mit einem klaren 3:0 im Entscheidungsspiel gegen Jamie Clarke wurde er seiner Favoritenrolle gerecht und kam eine Runde weiter.
| Pos. | Spieler           | Partien | Partien | Partien | Frames | Frames | Frames | Höchstes Break | Punkte |
| Pos. | Spieler           | G       | U       | V       | G      | V      | ±      | Höchstes Break | Punkte |
| ---- | ----------------- | ------- | ------- | ------- | ------ | ------ | ------ | -------------- | ------ |
| 1    | Joe Perry         | 2       | 1       | 0       | 8      | 2      | +6     | 128            | 7      |
| 2    | Jamie Clarke      | 2       | 0       | 1       | 6      | 5      | +1     | 87             | 6      |
| 3    | Stuart Carrington | 1       | 1       | 1       | 6      | 5      | +1     | 91             | 4      |
| 4    | Andy Lee          | 0       | 0       | 3       | 1      | 9      | −8     | 40             | 0      |

Einzelergebnisse
| Spiel | Spieler 1    | Ergebnis | Spieler 2         |
| ----- | ------------ | -------- | ----------------- |
| 1     | Joe Perry    | 2:2      | Stuart Carrington |
| 2     | Jamie Clarke | 13:13    | Andy Lee          |
| 3     | Joe Perry    | 03:03    | Andy Lee          |
| 4     | Jamie Clarke | 13:13    | Stuart Carrington |
| 5     | Andy Lee     | 30:30    | Stuart Carrington |
| 6     | Joe Perry    | 03:03    | Jamie Clarke      |

Gruppe 19
Die Spiele der 19. Gruppe fanden am 10. Juli statt. Noppon Saengkham wurde seiner Favoritenrolle gerecht und konnte sich zum Abschluss mit einem Unentschieden gegen Mark Davis begnügen, um den Gruppensieg sicherzustellen.
| Pos. | Spieler          | Partien | Partien | Partien | Frames | Frames | Frames | Höchstes Break | Punkte |
| Pos. | Spieler          | G       | U       | V       | G      | V      | ±      | Höchstes Break | Punkte |
| ---- | ---------------- | ------- | ------- | ------- | ------ | ------ | ------ | -------------- | ------ |
| 1    | Noppon Saengkham | 2       | 1       | 0       | 8      | 3      | +5     | 69             | 7      |
| 2    | Mark Davis       | 1       | 2       | 0       | 7      | 4      | +3     | 105            | 5      |
| 3    | Ross Muir        | 0       | 2       | 1       | 4      | 7      | −3     | 104            | 2      |
| 4    | Jenson Kendrick  | 0       | 1       | 2       | 3      | 8      | −5     | 74             | 1      |

Einzelergebnisse
| Spiel | Spieler 1        | Ergebnis | Spieler 2       |
| ----- | ---------------- | -------- | --------------- |
| 1     | Noppon Saengkham | 03:03    | Ross Muir       |
| 2     | Mark Davis       | 03:03    | Jenson Kendrick |
| 3     | Noppon Saengkham | 13:13    | Jenson Kendrick |
| 4     | Mark Davis       | 2:2      | Ross Muir       |
| 5     | Jenson Kendrick  | 2:2      | Ross Muir       |
| 6     | Noppon Saengkham | 2:2      | Mark Davis      |

Gruppe 20
Die Spiele der 20. Gruppe fanden am 8. Juli statt. Matthew Selt hatte es schon fast geschafft und er hätte nur noch einen einzigen Frame gewinnen müssen, doch im letzten Spiel besiegte ihn James Cahill mit 3:0. Bei Punkt- und Framegleichheit entschied der Sieg im direkten Vergleich zugunsten des Außenseiters über den Gruppensieg und das Weiterkommen.
| Pos. | Spieler       | Partien | Partien | Partien | Frames | Frames | Frames | Höchstes Break | Punkte |
| Pos. | Spieler       | G       | U       | V       | G      | V      | ±      | Höchstes Break | Punkte |
| ---- | ------------- | ------- | ------- | ------- | ------ | ------ | ------ | -------------- | ------ |
| 1    | James Cahill  | 2       | 0       | 1       | 6      | 3      | +3     | 87             | 6      |
| 2    | Matthew Selt  | 2       | 0       | 1       | 6      | 3      | +3     | 112            | 6      |
| 3    | Sydney Wilson | 1       | 1       | 1       | 5      | 5      | ±0     | 60             | 4      |
| 4    | Andres Petrov | 0       | 1       | 2       | 2      | 8      | −6     | 58             | 1      |

Einzelergebnisse
| Spiel | Spieler 1     | Ergebnis | Spieler 2     |
| ----- | ------------- | -------- | ------------- |
| 1     | Matthew Selt  | 03:03    | Sydney Wilson |
| 2     | James Cahill  | 03:03    | Andres Petrov |
| 3     | Matthew Selt  | 03:03    | Andres Petrov |
| 4     | James Cahill  | 30:30    | Sydney Wilson |
| 5     | Andres Petrov | 2:2      | Sydney Wilson |
| 6     | Matthew Selt  | 30:30    | James Cahill  |

Gruppe 21
Die Spiele der 21. Gruppe fanden am 27. Juni statt. Weil kein anderer Spieler mithalten konnte, stand Favorit Chris Wakelin bereits nach zwei Siegen als Gruppensieger fest und konnte sich eine 0:3-Niederlage im letzten Spiel leisten.
| Pos. | Spieler       | Partien | Partien | Partien | Frames | Frames | Frames | Höchstes Break | Punkte |
| Pos. | Spieler       | G       | U       | V       | G      | V      | ±      | Höchstes Break | Punkte |
| ---- | ------------- | ------- | ------- | ------- | ------ | ------ | ------ | -------------- | ------ |
| 1    | Chris Wakelin | 2       | 0       | 1       | 6      | 4      | +2     | 85             | 6      |
| 2    | Oliver Lines  | 1       | 2       | 0       | 7      | 4      | +3     | 126            | 5      |
| 3    | Liam Pullen   | 1       | 1       | 1       | 5      | 6      | −1     | 94             | 4      |
| 4    | Anton Kazakov | 0       | 1       | 2       | 4      | 8      | −4     | 72             | 1      |

Einzelergebnisse
| Spiel | Spieler 1     | Ergebnis | Spieler 2     |
| ----- | ------------- | -------- | ------------- |
| 1     | Chris Wakelin | 03:03    | Liam Pullen   |
| 2     | Oliver Lines  | 2:2      | Anton Kazakov |
| 3     | Chris Wakelin | 13:13    | Anton Kazakov |
| 4     | Oliver Lines  | 2:2      | Liam Pullen   |
| 5     | Anton Kazakov | 31:31    | Liam Pullen   |
| 6     | Chris Wakelin | 30:30    | Oliver Lines  |

Gruppe 22
Die Spiele der 22. Gruppe fanden am 28. Juni statt. Favorit Joe O’Connor hatte sein Auftaktspiel gegen Amateur Alfie Davies verloren und stand deshalb im Entscheidungsspiel unter Druck. Die Nummer 2 Robbie Williams entschied dieses Match für sich und holte damit ungeschlagen den Gruppensieg.
| Pos. | Spieler         | Partien | Partien | Partien | Frames | Frames | Frames | Höchstes Break | Punkte |
| Pos. | Spieler         | G       | U       | V       | G      | V      | ±      | Höchstes Break | Punkte |
| ---- | --------------- | ------- | ------- | ------- | ------ | ------ | ------ | -------------- | ------ |
| 1    | Robbie Williams | 2       | 1       | 0       | 8      | 4      | +4     | 137            | 7      |
| 2    | Zak Surety      | 1       | 1       | 1       | 5      | 5      | ±0     | 69             | 4      |
| 3    | Joe O’Connor    | 1       | 0       | 2       | 5      | 6      | −1     | 80             | 3      |
| 4    | Alfie Davies    | 1       | 0       | 2       | 4      | 7      | −3     | 87             | 3      |

Einzelergebnisse
| Spiel | Spieler 1       | Ergebnis | Spieler 2       |
| ----- | --------------- | -------- | --------------- |
| 1     | Joe O’Connor    | 31:31    | Alfie Davies    |
| 2     | Robbie Williams | 2:2      | Zak Surety      |
| 3     | Joe O’Connor    | 03:03    | Zak Surety      |
| 4     | Robbie Williams | 13:13    | Alfie Davies    |
| 5     | Zak Surety      | 03:03    | Alfie Davies    |
| 6     | Joe O’Connor    | 31:31    | Robbie Williams |

Gruppe 23
Die Spiele der 23. Gruppe fanden am 7. Juli statt. Favorit Fan Zhengyi kam gegen Fergal O’Brien nur zu einem Unentschieden, so genügte Sam Craigie im direkten Duell zum Abschluss ein Unentschieden zum Weiterkommen.
| Pos. | Spieler        | Partien | Partien | Partien | Frames | Frames | Frames | Höchstes Break | Punkte |
| Pos. | Spieler        | G       | U       | V       | G      | V      | ±      | Höchstes Break | Punkte |
| ---- | -------------- | ------- | ------- | ------- | ------ | ------ | ------ | -------------- | ------ |
| 1    | Sam Craigie    | 2       | 1       | 0       | 8      | 2      | +6     | 117            | 7      |
| 2    | Fan Zhengyi    | 1       | 2       | 0       | 7      | 4      | +3     | 110            | 5      |
| 3    | Fergal O’Brien | 1       | 1       | 1       | 5      | 5      | ±0     | 63             | 4      |
| 4    | Ahmed Elsayed  | 0       | 0       | 3       | 0      | 9      | −9     | 33             | 0      |

Einzelergebnisse
| Spiel | Spieler 1      | Ergebnis | Spieler 2      |
| ----- | -------------- | -------- | -------------- |
| 1     | Fan Zhengyi    | 03:03    | Ahmed Elsayed  |
| 2     | Sam Craigie    | 03:03    | Fergal O’Brien |
| 3     | Fan Zhengyi    | 2:2      | Fergal O’Brien |
| 4     | Sam Craigie    | 03:03    | Ahmed Elsayed  |
| 5     | Fergal O’Brien | 03:03    | Ahmed Elsayed  |
| 6     | Fan Zhengyi    | 2:2      | Sam Craigie    |

Gruppe 24
Die Spiele der 24. Gruppe fanden am 6. Juli statt. Pang Junxu, in der Weltrangliste bestplatzierter Spieler der Gruppe, setzte sich ungefährdet mit 3 Siegen durch.
| Pos. | Spieler     | Partien | Partien | Partien | Frames | Frames | Frames | Höchstes Break | Punkte |
| Pos. | Spieler     | G       | U       | V       | G      | V      | ±      | Höchstes Break | Punkte |
| ---- | ----------- | ------- | ------- | ------- | ------ | ------ | ------ | -------------- | ------ |
| 1    | Pang Junxu  | 3       | 0       | 0       | 9      | 2      | +7     | 135            | 9      |
| 2    | Wu Yize     | 1       | 1       | 1       | 6      | 6      | ±0     | 93             | 4      |
| 3    | Hammad Miah | 0       | 2       | 1       | 5      | 7      | −2     | 93             | 2      |
| 4    | Stan Moody  | 0       | 0       | 1       | 3      | 8      | −5     | 100            | 1      |

Einzelergebnisse
| Spiel | Spieler 1   | Ergebnis | Spieler 2   |
| ----- | ----------- | -------- | ----------- |
| 1     | Pang Junxu  | 03:03    | Stan Moody  |
| 2     | Wu Yize     | 2:2      | Hammad Miah |
| 3     | Pang Junxu  | 13:13    | Hammad Miah |
| 4     | Wu Yize     | 13:13    | Stan Moody  |
| 5     | Hammad Miah | 2:2      | Stan Moody  |
| 6     | Pang Junxu  | 13:13    | Wu Yize     |

Gruppe 25
Die Spiele der 25. Gruppe fanden am 8. Juli statt. Nach ausgeglichenem Gruppenverlauf lief es auf das Duell der Favoriten im letzten Spiel hinaus. Si Jiahui setzte sich klar mit 3:0 gegen Mark Joyce durch und zog in die Zwischenrunde ein.
| Pos. | Spieler         | Partien | Partien | Partien | Frames | Frames | Frames | Höchstes Break | Punkte |
| Pos. | Spieler         | G       | U       | V       | G      | V      | ±      | Höchstes Break | Punkte |
| ---- | --------------- | ------- | ------- | ------- | ------ | ------ | ------ | -------------- | ------ |
| 1    | Si Jiahui       | 2       | 1       | 0       | 8      | 3      | +5     | 58             | 7      |
| 2    | Mark Joyce      | 1       | 1       | 1       | 5      | 5      | ±0     | 112            | 4      |
| 3    | Mohamed Ibrahim | 0       | 3       | 0       | 6      | 6      | ±0     | 54             | 3      |
| 4    | Haydon Pinhey   | 0       | 1       | 2       | 3      | 8      | −5     | 67             | 1      |

Einzelergebnisse
| Spiel | Spieler 1       | Ergebnis | Spieler 2       |
| ----- | --------------- | -------- | --------------- |
| 1     | Si Jiahui       | 13:13    | Haydon Pinhey   |
| 2     | Mark Joyce      | 2:2      | Mohamed Ibrahim |
| 3     | Si Jiahui       | 2:2      | Mohamed Ibrahim |
| 4     | Mark Joyce      | 03:03    | Haydon Pinhey   |
| 5     | Mohamed Ibrahim | 2:2      | Haydon Pinhey   |
| 6     | Si Jiahui       | 03:03    | Mark Joyce      |

Gruppe 26
Die Spiele der 26. Gruppe fanden am 5. Juli statt. Im Waliser Duell Jones gegen Jones entschied sich die Gruppe, der leicht favorisierte Jak Jones setzte sich gegen Jamie Jones (nicht verwandt) mit 3:1 durch und kam weiter.
| Pos. | Spieler       | Partien | Partien | Partien | Frames | Frames | Frames | Höchstes Break | Punkte |
| Pos. | Spieler       | G       | U       | V       | G      | V      | ±      | Höchstes Break | Punkte |
| ---- | ------------- | ------- | ------- | ------- | ------ | ------ | ------ | -------------- | ------ |
| 1    | Jak Jones     | 2       | 1       | 0       | 8      | 3      | +5     | 90             | 7      |
| 2    | Jamie Jones   | 1       | 1       | 1       | 6      | 5      | +1     | 109            | 4      |
| 3    | Dean Young    | 0       | 3       | 0       | 6      | 6      | ±0     | 81             | 3      |
| 4    | Rebecca Kenna | 0       | 1       | 2       | 2      | 8      | −6     | 64             | 1      |

Einzelergebnisse
| Spiel | Spieler 1     | Ergebnis | Spieler 2     |
| ----- | ------------- | -------- | ------------- |
| 1     | Jak Jones     | 2:2      | Dean Young    |
| 2     | Jamie Jones   | 03:03    | Rebecca Kenna |
| 3     | Jak Jones     | 03:03    | Rebecca Kenna |
| 4     | Jamie Jones   | 2:2      | Dean Young    |
| 5     | Rebecca Kenna | 2:2      | Dean Young    |
| 6     | Jak Jones     | 13:13    | Jamie Jones   |

Gruppe 27
Die Spiele der 27. Gruppe fanden am 30. Juni statt. Beide Profis in der Gruppe enttäuschten und so setzte sich der 52-jährige Ex-Profi Barry Pinches durch. Außer ihm schaffte es nur noch ein Amateur in die Zwischenrunde.
| Pos. | Spieler           | Partien | Partien | Partien | Frames | Frames | Frames | Höchstes Break | Punkte |
| Pos. | Spieler           | G       | U       | V       | G      | V      | ±      | Höchstes Break | Punkte |
| ---- | ----------------- | ------- | ------- | ------- | ------ | ------ | ------ | -------------- | ------ |
| 1    | Barry Pinches     | 2       | 1       | 0       | 8      | 4      | +4     | 71             | 7      |
| 2    | Julien Leclercq   | 2       | 0       | 1       | 7      | 4      | +3     | 103            | 6      |
| 3    | Jordan Brown      | 0       | 2       | 1       | 4      | 7      | −3     | 98             | 2      |
| 4    | Joshua Thomond 27 | 0       | 1       | 2       | 4      | 8      | −4     | 64             | 1      |

Einzelergebnisse
| Spiel | Spieler 1       | Ergebnis | Spieler 2       |
| ----- | --------------- | -------- | --------------- |
| 1     | Jordan Brown    | 2:2      | Barry Pinches   |
| 2     | Julien Leclercq | 13:13    | Joshua Thomond  |
| 3     | Jordan Brown    | 2:2      | Joshua Thomond  |
| 4     | Julien Leclercq | 31:31    | Barry Pinches   |
| 5     | Joshua Thomond  | 31:31    | Barry Pinches   |
| 6     | Jordan Brown    | 30:30    | Julien Leclercq |

Gruppe 28
Die Spiele der 28. Gruppe fanden am 4. Juli statt. In einer Gruppe mit vielen Unentschieden genügte Anthony Hamilton ein Sieg gegen den größten Konkurrenten, um als Gruppenfavorit eine Runde weiter zu kommen.
| Pos. | Spieler          | Partien | Partien | Partien | Frames | Frames | Frames | Höchstes Break | Punkte |
| Pos. | Spieler          | G       | U       | V       | G      | V      | ±      | Höchstes Break | Punkte |
| ---- | ---------------- | ------- | ------- | ------- | ------ | ------ | ------ | -------------- | ------ |
| 1    | Anthony Hamilton | 1       | 2       | 0       | 7      | 4      | +3     | 115            | 5      |
| 2    | Zihao Xing       | 1       | 1       | 1       | 5      | 6      | −1     | 73             | 4      |
| 3    | Ben Mertens      | 0       | 3       | 0       | 6      | 6      | ±0     | 131            | 3      |
| 4    | Ryan Thomerson   | 0       | 2       | 1       | 5      | 7      | −2     | 66             | 2      |

Einzelergebnisse
| Spiel | Spieler 1        | Ergebnis | Spieler 2      |
| ----- | ---------------- | -------- | -------------- |
| 1     | Anthony Hamilton | 03:03    | Zihao Xing     |
| 2     | Ben Mertens      | 2:2      | Ryan Thomerson |
| 3     | Anthony Hamilton | 2:2      | Ryan Thomerson |
| 4     | Ben Mertens      | 2:2      | Zihao Xing     |
| 5     | Ryan Thomerson   | 31:31    | Zihao Xing     |
| 6     | Anthony Hamilton | 2:2      | Ben Mertens    |

Gruppe 29
Die Spiele der 29. Gruppe fanden am 29. Juni statt. Der österreichische Meister Florian Nüßle zeigte sich überraschend stark und schlug zwei Profis mit 3:0. Der Favorit Thepchaiya Un-Nooh setzte ihm aber zwei hohe Centurys entgegen und ließ ihm keine Chance. Der Thailänder gewann die Gruppe souverän.
| Pos. | Spieler            | Partien | Partien | Partien | Frames | Frames | Frames | Höchstes Break | Punkte |
| Pos. | Spieler            | G       | U       | V       | G      | V      | ±      | Höchstes Break | Punkte |
| ---- | ------------------ | ------- | ------- | ------- | ------ | ------ | ------ | -------------- | ------ |
| 1    | Thepchaiya Un-Nooh | 3       | 0       | 0       | 9      | 1      | +8     | 140            | 9      |
| 2    | Florian Nüßle      | 2       | 0       | 1       | 6      | 3      | +3     | 66             | 6      |
| 3    | Elliot Slessor     | 1       | 0       | 2       | 3      | 7      | −4     | 64             | 3      |
| 4    | Victor Sarkis      | 0       | 0       | 3       | 2      | 9      | −7     | 103            | 0      |

Einzelergebnisse
| Spiel | Spieler 1          | Ergebnis | Spieler 2      |
| ----- | ------------------ | -------- | -------------- |
| 1     | Thepchaiya Un-Nooh | 03:03    | Florian Nüßle  |
| 2     | Elliot Slessor     | 13:13    | Victor Sarkis  |
| 3     | Thepchaiya Un-Nooh | 13:13    | Victor Sarkis  |
| 4     | Elliot Slessor     | 30:30    | Florian Nüßle  |
| 5     | Victor Sarkis      | 30:30    | Florian Nüßle  |
| 6     | Thepchaiya Un-Nooh | 03:03    | Elliot Slessor |

Gruppe 30
Die Spiele der 30. Gruppe fanden am 26. Juni statt. Die beiden Favoriten Graeme Dott und David Grace enttäuschten vom ersten Spiel an. Außenseiter Daniel Wells gewann souverän alle Partien und gab nur einen Frame ab.
| Pos. | Spieler          | Partien | Partien | Partien | Frames | Frames | Frames | Höchstes Break | Punkte |
| Pos. | Spieler          | G       | U       | V       | G      | V      | ±      | Höchstes Break | Punkte |
| ---- | ---------------- | ------- | ------- | ------- | ------ | ------ | ------ | -------------- | ------ |
| 1    | Daniel Wells     | 3       | 0       | 0       | 9      | 1      | +8     | 97             | 9      |
| 2    | Andrew Higginson | 1       | 1       | 1       | 5      | 5      | ±0     | 44             | 4      |
| 3    | Graeme Dott      | 1       | 0       | 2       | 4      | 7      | −3     | 96             | 3      |
| 4    | David Grace      | 0       | 1       | 2       | 3      | 8      | −5     | 80             | 1      |

Einzelergebnisse
| Spiel | Spieler 1    | Ergebnis | Spieler 2        |
| ----- | ------------ | -------- | ---------------- |
| 1     | Graeme Dott  | 30:30    | Andrew Higginson |
| 2     | David Grace  | 30:30    | Daniel Wells     |
| 3     | Graeme Dott  | 31:31    | Daniel Wells     |
| 4     | David Grace  | 2:2      | Andrew Higginson |
| 5     | Daniel Wells | 03:03    | Andrew Higginson |
| 6     | Graeme Dott  | 13:13    | David Grace      |

Gruppe 31
Die Spiele der 31. Gruppe fanden am 13. Juli statt. Cao Yupeng aus China kam ohne Punktverlust weiter, auch weil der größte Konkurrent, Landsmann Lyu Haotian, an diesem Tag größere Schwächen zeigte.
| Pos. | Spieler          | Partien | Partien | Partien | Frames | Frames | Frames | Höchstes Break | Punkte |
| Pos. | Spieler          | G       | U       | V       | G      | V      | ±      | Höchstes Break | Punkte |
| ---- | ---------------- | ------- | ------- | ------- | ------ | ------ | ------ | -------------- | ------ |
| 1    | Cao Yupeng       | 3       | 0       | 0       | 9      | 1      | +8     | 145            | 9      |
| 2    | Lyu Haotian      | 1       | 1       | 1       | 6      | 5      | +1     | 115            | 4      |
| 3    | Ian Burns        | 1       | 1       | 1       | 5      | 6      | −1     | 132            | 4      |
| 4    | Steven Hallworth | 0       | 0       | 3       | 1      | 9      | −8     | 26             | 0      |

Einzelergebnisse
| Spiel | Spieler 1   | Ergebnis | Spieler 2        |
| ----- | ----------- | -------- | ---------------- |
| 1     | Cao Yupeng  | 03:03    | Steven Hallworth |
| 2     | Lyu Haotian | 2:2      | Ian Burns        |
| 3     | Cao Yupeng  | 03:03    | Ian Burns        |
| 4     | Lyu Haotian | 03:03    | Steven Hallworth |
| 5     | Ian Burns   | 13:13    | Steven Hallworth |
| 6     | Cao Yupeng  | 13:13    | Lyu Haotian      |

Gruppe 32
Die Spiele der 32. Gruppe fanden am 3. Juli statt. Xiao Guodong gewann beide Spiele gegen seine Profikonkurrenten. Dadurch hielt der Favorit sie auf Distanz und sicherte sich den Einzug in die Zwischenrunde.
| Pos. | Spieler               | Partien | Partien | Partien | Frames | Frames | Frames | Höchstes Break | Punkte |
| Pos. | Spieler               | G       | U       | V       | G      | V      | ±      | Höchstes Break | Punkte |
| ---- | --------------------- | ------- | ------- | ------- | ------ | ------ | ------ | -------------- | ------ |
| 1    | Xiao Guodong          | 2       | 1       | 0       | 8      | 3      | +5     | 123            | 7      |
| 2    | Alexander Ursenbacher | 1       | 1       | 1       | 6      | 5      | +1     | 104            | 4      |
| 3    | Martin Gould          | 0       | 2       | 1       | 4      | 7      | −3     | 84             | 2      |
| 4    | Rory McLeod           | 0       | 2       | 1       | 4      | 7      | −3     | 47             | 2      |

Einzelergebnisse
| Spiel | Spieler 1             | Ergebnis | Spieler 2             |
| ----- | --------------------- | -------- | --------------------- |
| 1     | Xiao Guodong          | 2:2      | Rory McLeod           |
| 2     | Martin Gould          | 2:2      | Alexander Ursenbacher |
| 3     | Xiao Guodong          | 13:13    | Alexander Ursenbacher |
| 4     | Martin Gould          | 2:2      | Rory McLeod           |
| 5     | Alexander Ursenbacher | 03:03    | Rory McLeod           |
| 6     | Xiao Guodong          | 03:03    | Martin Gould          |

### Zwischenrunde
Die 32 Gruppensieger der Auftaktrunde wurden in 8 Gruppen aufgeteilt. Im Modus Jeder gegen jeden wurden 8 Gruppensieger ermittelt, die dann das Finale austrugen. Die Spiele fanden vom 17. bis 20. Juli statt, an jedem Tag wurden 2 Gruppen entschieden.
Alle Gruppenspiele wurden im Modus Best of 4 ausgetragen.
Gruppe A
Die Spiele der Gruppe A fanden am 19. Juli statt. Im kuriosen Gruppenverlauf waren nach vier Unentschieden alle Spieler gleichauf. Erst in der letzten Session gab es zwei 3:0-Sieger: Nur dank des höheren Breaks gab Xiao Guodong dem letzten verbliebenen Amateur Michael Holt das Nachsehen und erreichte die Endrunde.
| Pos. | Spieler        | Partien | Partien | Partien | Frames | Frames | Frames | Höchstes Break | Punkte |
| Pos. | Spieler        | G       | U       | V       | G      | V      | ±      | Höchstes Break | Punkte |
| ---- | -------------- | ------- | ------- | ------- | ------ | ------ | ------ | -------------- | ------ |
| 1    | Xiao Guodong   | 1       | 2       | 0       | 7      | 4      | +3     | 109            | 5      |
| 2    | Michael Holt   | 1       | 2       | 0       | 7      | 4      | +3     | 91             | 5      |
| 3    | Zhou Yuelong   | 0       | 2       | 1       | 4      | 7      | −3     | 113            | 2      |
| 4    | Ben Woollaston | 0       | 2       | 1       | 4      | 7      | −3     | 88             | 2      |

Einzelergebnisse
| Spiel | Spieler 1      | Ergebnis | Spieler 2      |
| ----- | -------------- | -------- | -------------- |
| 1     | Zhou Yuelong   | 2:2      | Michael Holt   |
| 2     | Xiao Guodong   | 2:2      | Ben Woollaston |
| 3     | Zhou Yuelong   | 2:2      | Ben Woollaston |
| 4     | Xiao Guodong   | 2:2      | Michael Holt   |
| 5     | Ben Woollaston | 30:30    | Michael Holt   |
| 6     | Zhou Yuelong   | 30:30    | Xiao Guodong   |

Gruppe B
Die Spiele der Gruppe B fanden am 20. Juli statt. Turnierfavorit Judd Trump war nach seinem Unentschieden gegen Cao Yupeng bereits von dessen weiterem Abschneiden abhängig, aber selbst als Cao im letzten Spiel schwächelte, konnte Trump das nicht nutzen und der Chinese wurde der Endrundenteilnehmer.
| Pos. | Spieler         | Partien | Partien | Partien | Frames | Frames | Frames | Höchstes Break | Punkte |
| Pos. | Spieler         | G       | U       | V       | G      | V      | ±      | Höchstes Break | Punkte |
| ---- | --------------- | ------- | ------- | ------- | ------ | ------ | ------ | -------------- | ------ |
| 1    | Cao Yupeng      | 1       | 2       | 0       | 7      | 4      | +3     | 141            | 5      |
| 2    | Judd Trump      | 1       | 2       | 0       | 7      | 5      | +2     | 119            | 5      |
| 3    | Matthew Stevens | 0       | 2       | 1       | 5      | 7      | −2     | 111            | 2      |
| 4    | Joe Perry       | 0       | 2       | 1       | 4      | 7      | −3     | 102            | 2      |

Einzelergebnisse
| Spiel | Spieler 1  | Ergebnis | Spieler 2       |
| ----- | ---------- | -------- | --------------- |
| 1     | Judd Trump | 13:13    | Matthew Stevens |
| 2     | Joe Perry  | 30:30    | Cao Yupeng      |
| 3     | Judd Trump | 2:2      | Cao Yupeng      |
| 4     | Joe Perry  | 2:2      | Matthew Stevens |
| 5     | Cao Yupeng | 2:2      | Matthew Stevens |
| 6     | Judd Trump | 2:2      | Joe Perry       |

Gruppe C
Die Spiele der Gruppe C fanden am 18. Juli statt. Noppon Saengkham hatte als in der Weltrangliste mit Abstand am besten platzierter Spieler wenig Mühe und erreichte die Endphase ungeschlagen.
| Pos. | Spieler          | Partien | Partien | Partien | Frames | Frames | Frames | Höchstes Break | Punkte |
| Pos. | Spieler          | G       | U       | V       | G      | V      | ±      | Höchstes Break | Punkte |
| ---- | ---------------- | ------- | ------- | ------- | ------ | ------ | ------ | -------------- | ------ |
| 1    | Noppon Saengkham | 2       | 1       | 0       | 8      | 3      | +5     | 123            | 7      |
| 2    | Hongyu Liu       | 1       | 1       | 1       | 5      | 6      | −1     | 86             | 4      |
| 3    | Ashley Carty     | 1       | 0       | 2       | 5      | 7      | −2     | 72             | 3      |
| 4    | Daniel Wells     | 0       | 2       | 1       | 5      | 7      | −2     | 100            | 2      |

Einzelergebnisse
| Spiel | Spieler 1        | Ergebnis | Spieler 2    |
| ----- | ---------------- | -------- | ------------ |
| 1     | Noppon Saengkham | 03:03    | Hongyu Liu   |
| 2     | Ashley Carty     | 13:13    | Daniel Wells |
| 3     | Noppon Saengkham | 2:2      | Daniel Wells |
| 4     | Ashley Carty     | 31:31    | Hongyu Liu   |
| 5     | Daniel Wells     | 2:2      | Hongyu Liu   |
| 6     | Noppon Saengkham | 13:13    | Ashley Carty |

Gruppe D
Die Spiele der Gruppe D fanden am 19. Juli statt. Nach zwei Siegen genügte Favorit Shaun Murphy ein Unentschieden im Entscheidungsspiel gegen David Gilbert zum Endrundeneinzug.
| Pos. | Spieler            | Partien | Partien | Partien | Frames | Frames | Frames | Höchstes Break | Punkte |
| Pos. | Spieler            | G       | U       | V       | G      | V      | ±      | Höchstes Break | Punkte |
| ---- | ------------------ | ------- | ------- | ------- | ------ | ------ | ------ | -------------- | ------ |
| 1    | Shaun Murphy       | 2       | 1       | 0       | 8      | 3      | +5     | 84             | 7      |
| 2    | David Gilbert      | 1       | 2       | 0       | 7      | 4      | +3     | 135            | 5      |
| 3    | Thepchaiya Un-Nooh | 0       | 2       | 1       | 4      | 7      | −3     | 111            | 2      |
| 4    | James Cahill       | 0       | 1       | 2       | 3      | 8      | −5     | 46             | 1      |

Einzelergebnisse
| Spiel | Spieler 1          | Ergebnis | Spieler 2          |
| ----- | ------------------ | -------- | ------------------ |
| 1     | Shaun Murphy       | 13:13    | James Cahill       |
| 2     | David Gilbert      | 2:2      | Thepchaiya Un-Nooh |
| 3     | Shaun Murphy       | 03:03    | Thepchaiya Un-Nooh |
| 4     | David Gilbert      | 03:03    | James Cahill       |
| 5     | Thepchaiya Un-Nooh | 2:2      | James Cahill       |
| 6     | Shaun Murphy       | 2:2      | David Gilbert      |

Gruppe E
Die Spiele der Gruppe E fanden am 17. Juli statt. Ein Unentschieden hatte Chris Wakelin eigentlich in eine schlechte Ausgangsposition gebracht. Aber im letzten Frame des letzten Matchs gegen Favorit Kyren Wilson gelang ihm doch noch der entscheidende Punkt zum Einzug in die Endrunde.
| Pos. | Spieler          | Partien | Partien | Partien | Frames | Frames | Frames | Höchstes Break | Punkte |
| Pos. | Spieler          | G       | U       | V       | G      | V      | ±      | Höchstes Break | Punkte |
| ---- | ---------------- | ------- | ------- | ------- | ------ | ------ | ------ | -------------- | ------ |
| 1    | Chris Wakelin    | 2       | 1       | 0       | 8      | 3      | +5     | 114            | 7      |
| 2    | Kyren Wilson     | 2       | 0       | 1       | 7      | 3      | +4     | 118            | 6      |
| 3    | Anthony Hamilton | 1       | 0       | 2       | 3      | 6      | −3     | 103            | 3      |
| 4    | Sanderson Lam    | 0       | 1       | 2       | 2      | 8      | −6     | 63             | 1      |

Einzelergebnisse
| Spiel | Spieler 1        | Ergebnis | Spieler 2        |
| ----- | ---------------- | -------- | ---------------- |
| 1     | Kyren Wilson     | 03:03    | Sanderson Lam    |
| 2     | Chris Wakelin    | 03:03    | Anthony Hamilton |
| 3     | Kyren Wilson     | 03:03    | Anthony Hamilton |
| 4     | Chris Wakelin    | 2:2      | Sanderson Lam    |
| 5     | Anthony Hamilton | 03:03    | Sanderson Lam    |
| 6     | Kyren Wilson     | 31:31    | Chris Wakelin    |

Gruppe F
Die Spiele der Gruppe F fanden am 17. Juli statt. Makellos ohne Punkt- und Frameverlust bewältigte der Weltranglistenzehnte Mark Williams den Zwischenschritt zur Endrunde.
| Pos. | Spieler          | Partien | Partien | Partien | Frames | Frames | Frames | Höchstes Break | Punkte |
| Pos. | Spieler          | G       | U       | V       | G      | V      | ±      | Höchstes Break | Punkte |
| ---- | ---------------- | ------- | ------- | ------- | ------ | ------ | ------ | -------------- | ------ |
| 1    | Mark Williams    | 3       | 0       | 0       | 9      | 0      | +9     | 87             | 9      |
| 2    | Robbie Williams  | 1       | 1       | 1       | 5      | 5      | ±0     | 91             | 4      |
| 3    | Martin O’Donnell | 1       | 1       | 1       | 5      | 6      | −1     | 131            | 4      |
| 4    | Barry Pinches    | 0       | 0       | 3       | 1      | 9      | −8     | 90             | 0      |

Einzelergebnisse
| Spiel | Spieler 1        | Ergebnis | Spieler 2        |
| ----- | ---------------- | -------- | ---------------- |
| 1     | Mark Williams    | 03:03    | Barry Pinches    |
| 2     | Robbie Williams  | 2:2      | Martin O’Donnell |
| 3     | Mark Williams    | 03:03    | Martin O’Donnell |
| 4     | Robbie Williams  | 03:03    | Barry Pinches    |
| 5     | Martin O’Donnell | 13:13    | Barry Pinches    |
| 6     | Mark Williams    | 03:03    | Robbie Williams  |

Gruppe G
Die Spiele der Gruppe G fanden am 20. Juli statt. Der eigentlich favorisierte Waliser Jak Jones konnte die Erwartungen nicht erfüllen. Die Nummer zwei Sam Craigie konnte die Chance souverän nutzen und zum dritten Mal in seiner Karriere unter die Letzten 8 vordringen.
| Pos. | Spieler       | Partien | Partien | Partien | Frames | Frames | Frames | Höchstes Break | Punkte |
| Pos. | Spieler       | G       | U       | V       | G      | V      | ±      | Höchstes Break | Punkte |
| ---- | ------------- | ------- | ------- | ------- | ------ | ------ | ------ | -------------- | ------ |
| 1    | Sam Craigie   | 2       | 1       | 0       | 8      | 3      | +5     | 88             | 7      |
| 2    | Michael White | 1       | 1       | 1       | 5      | 6      | −1     | 62             | 4      |
| 3    | Zehuang Long  | 0       | 3       | 0       | 6      | 6      | ±0     | 94             | 3      |
| 4    | Jak Jones     | 0       | 1       | 2       | 4      | 8      | −4     | 76             | 1      |

Einzelergebnisse
| Spiel | Spieler 1     | Ergebnis | Spieler 2     |
| ----- | ------------- | -------- | ------------- |
| 1     | Jak Jones     | 2:2      | Zehuang Long  |
| 2     | Sam Craigie   | 03:03    | Michael White |
| 3     | Jak Jones     | 31:31    | Michael White |
| 4     | Sam Craigie   | 2:2      | Zehuang Long  |
| 5     | Michael White | 2:2      | Zehuang Long  |
| 6     | Jak Jones     | 31:31    | Sam Craigie   |

Gruppe H
Die Spiele der Gruppe H fanden am 18. Juli statt. Favorit Robert Milkins setzte sich knapp mit nur einem Sieg durch, weil sich die Konkurrenten gegenseitig die Punkte wegnahmen.
| Pos. | Spieler        | Partien | Partien | Partien | Frames | Frames | Frames | Höchstes Break | Punkte |
| Pos. | Spieler        | G       | U       | V       | G      | V      | ±      | Höchstes Break | Punkte |
| ---- | -------------- | ------- | ------- | ------- | ------ | ------ | ------ | -------------- | ------ |
| 1    | Robert Milkins | 1       | 2       | 0       | 7      | 4      | +3     | 89             | 5      |
| 2    | Si Jiahui      | 1       | 1       | 1       | 6      | 6      | ±0     | 104            | 4      |
| 3    | John Astley    | 1       | 1       | 1       | 5      | 6      | −1     | 70             | 4      |
| 4    | Pang Junxu     | 0       | 2       | 1       | 5      | 7      | −2     | 96             | 2      |

Einzelergebnisse
| Spiel | Spieler 1      | Ergebnis | Spieler 2   |
| ----- | -------------- | -------- | ----------- |
| 1     | Robert Milkins | 03:03    | John Astley |
| 2     | Pang Junxu     | 31:31    | Si Jiahui   |
| 3     | Robert Milkins | 2:2      | Si Jiahui   |
| 4     | Pang Junxu     | 2:2      | John Astley |
| 5     | Si Jiahui      | 31:31    | John Astley |
| 6     | Robert Milkins | 2:2      | Pang Junxu  |

### Endrunde
Die 8 Gruppensieger der Zwischenrunde wurden in zwei Gruppen aufgeteilt. Im Modus Jeder gegen jeden wurden an parallelen Tischen die beiden Gruppensieger ermittelt, die dann das Finalmatch austrugen. Die Spiele fanden alle am 21. Juli statt.
Alle Gruppenspiele wurden im Modus Best of 4 ausgetragen.
Gruppe A
Die Spiele der Endrundengruppe A fanden am 21. Juli statt. Da fast alle Partien unentschieden endeten, war es die Begegnung Shaun Murphy gegen Chris Wakelin, die am Ende den Ausschlag gab: Favorit Murphy erreichte dank eines 3:1 das Finale.
| Pos. | Spieler        | Partien | Partien | Partien | Frames | Frames | Frames | Höchstes Break | Punkte |
| Pos. | Spieler        | G       | U       | V       | G      | V      | ±      | Höchstes Break | Punkte |
| ---- | -------------- | ------- | ------- | ------- | ------ | ------ | ------ | -------------- | ------ |
| 1    | Shaun Murphy   | 1       | 2       | 0       | 7      | 5      | +2     | 133            | 5      |
| 2    | Chris Wakelin  | 1       | 1       | 1       | 6      | 6      | ±0     | 103            | 4      |
| 3    | Robert Milkins | 0       | 3       | 0       | 6      | 6      | ±0     | 96             | 3      |
| 4    | Xiao Guodong   | 0       | 2       | 1       | 5      | 7      | −2     | 82             | 2      |

Einzelergebnisse
| Spiel | Spieler 1      | Ergebnis | Spieler 2      |
| ----- | -------------- | -------- | -------------- |
| 1     | Shaun Murphy   | 2:2      | Xiao Guodong   |
| 2     | Robert Milkins | 2:2      | Chris Wakelin  |
| 3     | Shaun Murphy   | 13:13    | Chris Wakelin  |
| 4     | Robert Milkins | 2:2      | Xiao Guodong   |
| 5     | Chris Wakelin  | 13:13    | Xiao Guodong   |
| 6     | Shaun Murphy   | 2:2      | Robert Milkins |

Gruppe B
Die Spiele der Endrundengruppe B fanden am 21. Juli statt. Vor dem abschließenden Spiel hatte Mark Williams einen Frame mehr abgegeben als sein Konkurrent Noppon Saengkham. Dem Thailänder hätte also ein Unentschieden genügt, doch nach dem 1:1 konnte er seine Chancen nicht nutzen und Williams erkämpfte sich beide verbleibenden Punkte zum Finaleinzug.
| Pos. | Spieler          | Partien | Partien | Partien | Frames | Frames | Frames | Höchstes Break | Punkte |
| Pos. | Spieler          | G       | U       | V       | G      | V      | ±      | Höchstes Break | Punkte |
| ---- | ---------------- | ------- | ------- | ------- | ------ | ------ | ------ | -------------- | ------ |
| 1    | Mark Williams    | 2       | 1       | 0       | 8      | 4      | +4     | 136            | 7      |
| 2    | Sam Craigie      | 1       | 2       | 0       | 7      | 4      | +3     | 69             | 5      |
| 3    | Noppon Saengkham | 1       | 1       | 1       | 6      | 5      | +1     | 100            | 4      |
| 4    | Cao Yupeng       | 0       | 0       | 3       | 1      | 9      | −8     | 45             | 0      |

Einzelergebnisse
| Spiel | Spieler 1        | Ergebnis | Spieler 2        |
| ----- | ---------------- | -------- | ---------------- |
| 1     | Mark Williams    | 2:2      | Sam Craigie      |
| 2     | Noppon Saengkham | 03:03    | Cao Yupeng       |
| 3     | Mark Williams    | 13:13    | Cao Yupeng       |
| 4     | Noppon Saengkham | 2:2      | Sam Craigie      |
| 5     | Cao Yupeng       | 30:30    | Sam Craigie      |
| 6     | Mark Williams    | 13:13    | Noppon Saengkham |

### Finale
Die Sieger der beiden Endrundengruppen bestritten am 21. Juli das Turnierfinale. Während alle Gruppenspiele Best of 4 waren, wurde das Finalmatch auf drei Gewinnframes (Best of 5) bis zur Entscheidung gespielt.
| Finale: Best of 5 Frames Schiedsrichter/in: Dave Ford Morningside Arena, Leicester, England, 21. Juli 2023 |                |               |
| Shaun Murphy                                                                                               | 3:0            | Mark Williams |
| 65:53, 73:0 (73), 69:30 (69)                                                                               |                |               |
| 73 | Höchstes Break | 38            |
| – | Century-Breaks | –             |
| 2 | 50+-Breaks     | –             |

## Century-Breaks
Im Laufe des Turniers wurden 101 Aufnahmen mit einhundert Punkten oder mehr gespielt. Cao Yupeng spielte mit 145 Punkten das höchste Break. Kyren Wilson und Judd Trump gelangen mit je sechs Centurys die meisten.
| Cao Yupeng         | 145, 141, 134, 133, 122      |
| Thepchaiya Un-Nooh | 140, 132, 111, 105           |
| Ma Hailong         | 140, 114                     |
| Sean McAllister    | 140                          |
| Zhang Anda         | 138, 104, 102, 102           |
| Robbie Williams    | 137                          |
| Mark Williams      | 136, 128, 121, 119, 101      |
| David Gilbert      | 135, 123, 113, 101           |
| Pang Junxu         | 135                          |
| Kyren Wilson       | 134, 128, 118, 111, 102, 100 |
| Michael Holt       | 134                          |
| Shaun Murphy       | 133, 133, 110, 106, 100      |
| Yuan Sijun         | 132, 106                     |
| Ian Burns          | 132                          |
| Ben Mertens        | 131                          |
| Gary Wilson        | 131                          |
| Martin O’Donnell   | 131                          |
| Allan Taylor       | 129                          |
| Joe Perry          | 128, 102                     |
| John Astley        | 128                          |
| Oliver Lines       | 126                          |
| Michael White      | 124, 101                     |
| Xiao Guodong       | 123, 109, 101                |
| Noppon Saengkham   | 123, 100                     |
| Judd Trump         | 120, 119, 109, 109, 103, 102 |
| Hossein Vafaei     | 120                          |
| Jackson Page       | 117                          |

| Sam Craigie           | 117           |
| Adam Duffy            | 117           |
| Muhammad Asif         | 116           |
| Lukas Kleckers        | 116           |
| Anthony Hamilton      | 115, 110, 103 |
| Lyu Haotian           | 115           |
| Chris Wakelin         | 114, 103      |
| Zhou Yuelong          | 113, 107, 105 |
| Matthew Selt          | 112, 106, 104 |
| Mark Joyce            | 112           |
| Craig Steadman        | 111           |
| Peng Yisong           | 111           |
| Matthew Stevens       | 111           |
| Fan Zhengyi           | 110, 102, 101 |
| Jamie Jones           | 109           |
| Dylan Emery           | 108           |
| Ken Doherty           | 105           |
| Stuart Bingham        | 105           |
| Mark Davis            | 105           |
| Alexander Ursenbacher | 104           |
| Ross Muir             | 104           |
| Si Jiahui             | 104           |
| Julien Leclercq       | 103, 102      |
| Victor Sarkis         | 103           |
| Stan Moody            | 100           |
| Daniel Wells          | 100           |